# معركة الحصن الملكي
كانت معركة الحصن الملكي معركة بحرية قبالة فور دو فرانس، المارتينيك في جزر الهند الغربية خلال الحرب الإنجليزية الفرنسية في 29 أبريل 1781، بين أسطول البحرية الملكية البريطانية والبحرية الفرنسية. بعد اشتباك دام أربع ساعات، انفصل السرب البريطاني بقيادة السير صموئيل هود وتراجع. عرض الأدميرال كومت دي غراس مطاردة خادعة وغير مُمنهجة قبل رؤية القوافل الفرنسية آمنة في الميناء.